# Parafia Najświętszej Maryi Panny Wspomożycielki Wiernych w Częstochowie
Parafia Najświętszej Maryi Panny Wspomożycielki Wiernych w Częstochowie – rzymskokatolicka parafia, położona w dekanacie Częstochowa – św. Józefa, archidiecezji częstochowskiej w Polsce, erygowana w 1981. Położona na Dąbiu.